# Nesameletus murihiku
Nesameletus murihiku is een haft uit de familie Nesameletidae. De wetenschappelijke naam van de soort is voor het eerst geldig gepubliceerd in 2003 door Hitchings & Staniczek.
De soort komt voor in het Australaziatisch gebied.